# Doteng Gewog
Doteng (Dzongkha: རྡོ་སྟེང་) ist einer von zehn Gewogs (Blöcke) des Dzongkhags Paro im Westen Bhutans. 
Doteng Gewog ist wiederum eingeteilt in fünf Chiwogs (Wahlkreise). Laut der Volkszählung von 2005 leben in diesem Gewog 1149 Menschen auf einer Fläche von 193 km² in 10 Dörfern bzw. Weilern in etwa 190 Haushalten.
Der Gewog befindet sich im Nordosten des Distrikts Paro, erstreckt sich über Höhenlagen 
zwischen 2350 und 3550 m und ist zu 16 % von Wald bedeckt. 
Der Großteil des für Ackerbau nutzbaren Landes besteht aus Nassfeldern (wetlands, z. B. zum Reisanbau) gefolgt von Apfel-Obstgärten.
An staatlichen Einrichtungen gibt es neben der Gewog Verwaltung
eine medizinische Beratungsstelle (Outreach Clinic) 
und ein Büro zur Entwicklung erneuerbarer natürlicher Ressourcen (RNR, Renewable Natural Resource centre). 
Alle Dörfer
des Gewog werden 
vom Mobilfunknetz abgedeckt.
Zu den Schulen im Gewog zählen zwei weiterführende Schule, eine Lower und eine Higher Secondary School.
Insgesamt gibt es in diesem Gewog 13 Tempel,
die sich in Staats-, Gemeinde- oder Privatbesitz befinden.
| Chiwog                          | Dörfer bzw. Weiler |
| ------------------------------- | ------------------ |
| Phooshar ཕུ་ཤར་                  | Phooshar           |
| Phooshar ཕུ་ཤར་                  | Chindued Goenpa    |
| Aatsho Phunoob ཨ་ཚོ་_ཕུ་ནུབ་       | Aatsho             |
| Aatsho Phunoob ཨ་ཚོ་_ཕུ་ནུབ་       | Phunoob            |
| Chhubar ཆུ་བར་                   | Chhubar            |
| Jabji Loogchhoed བྱག་སྦྱིས་_ལུག་མཆོད་ | Jabji              |
| Jabji Loogchhoed བྱག་སྦྱིས་_ལུག་མཆོད་ | Loogchhoed         |
| Joogar Pachhu མཇུག་སྒར་_སྤ་ཆུ་      | Joogar             |
| Joogar Pachhu མཇུག་སྒར་_སྤ་ཆུ་      | Joogar Tselkha     |
| Joogar Pachhu མཇུག་སྒར་_སྤ་ཆུ་      | Pachhu             |